# Panamerikanische Spiele 2019/Leichtathletik – Speerwurf der Frauen

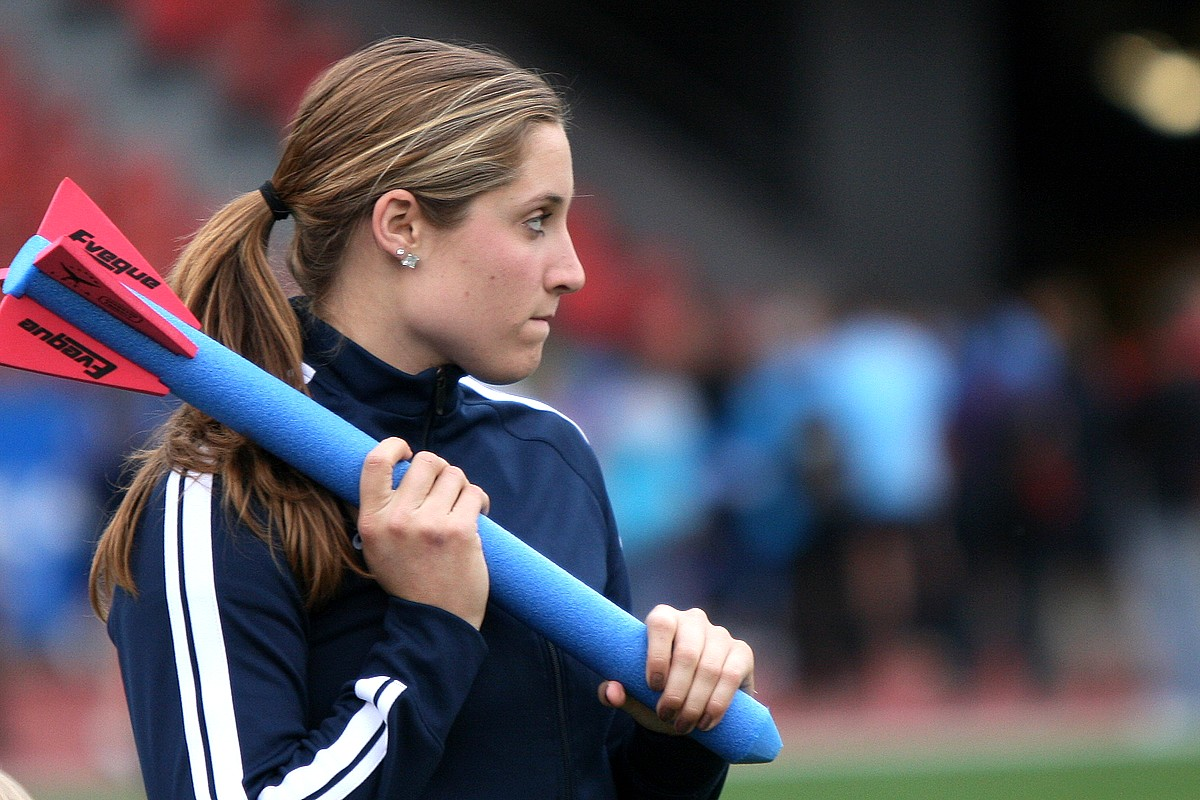
Die Siegerin Kara Winger (2010)

Der Speerwurf der Frauen bei den Panamerikanischen Spielen 2019 fand am 9. August im Villa Deportiva Nacional in der peruanischen Hauptstadt Lima statt.
14 Speerwerferinnen aus zehn Ländern nahmen an dem Wettbewerb teil. Die Goldmedaille gewann Kara Winger mit 64,92 m, Silber ging an Elizabeth Gleadle mit 63,30 m und die Bronzemedaille gewann Ariana Ince mit 62,32 m.

## Rekorde
Vor dem Wettbewerb galten folgende Rekorde:
| Weltrekord        | Barbora Špotáková | 72,28 m | Stuttgart, Deutschland                      | 13. September 2008 |
| Rekord der Spiele | Osleidys Menéndez | 65,85 m | Panamerikanische Spiele in Winnipeg, Kanada | 25. Juli 1999      |

## Ergebnis
9. August 2019, 15:05 Uhr
| Platz | Athletin                 | Land               | 1. Versuch | 2. Versuch | 3. Versuch | 4. Versuch                                  | 5. Versuch                                  | 6. Versuch                                  | Weite (m) |
| ----- | ------------------------ | ------------------ | ---------- | ---------- | ---------- | ------------------------------------------- | ------------------------------------------- | ------------------------------------------- | --------- |
|       | Kara Winger              | Vereinigte Staaten | 63,31      | 64,92      | 62,78      | 63,23                                       | 61,15                                       | 62,50                                       | 64,92 SB  |
|       | Elizabeth Gleadle        | Kanada             | 59,99      | x          | 57,00      | x                                           | 63,30                                       | x                                           | 63,30     |
|       | Ariana Ince              | Vereinigte Staaten | 62,32      | x          | x          | 58,32                                       | x                                           | 61,21                                       | 62,32     |
| 4     | María Lucelly Murillo    | Kolumbien          | 52,33      | 55,57      | 52,66      | 57,88                                       | 59,69                                       | x                                           | 59,69     |
| 5     | Laila Ferrer de Silva    | Brasilien          | 59,15      | 54,11      | 55,71      | 56,33                                       | 56,90                                       | 57,92                                       | 59,15 SB  |
| 6     | Flor Ruíz                | Kolumbien          | 56,90      | 46,67      | –          | –                                           | –                                           | –                                           | 56,90     |
| 7     | Juleisy Ángulo           | Ecuador            | 55,45      | x          | 55,13      | 56,51                                       | 53,76                                       | 55,18                                       | 56,51     |
| 8     | Melissa Hernández        | Kuba               | x          | 51,51      | 56,20      | 50,99                                       | 55,44                                       | 51,11                                       | 56,20 PB  |
| 9     | Laura Paredes            | Paraguay           | 54,16      | 52,21      | 53,47      | nicht im Finale der besten acht Athletinnen | nicht im Finale der besten acht Athletinnen | nicht im Finale der besten acht Athletinnen | 54,16     |
| 10    | María Paz Ríos           | Chile              | 51,81      | 49,65      | 53,66      | nicht im Finale der besten acht Athletinnen | nicht im Finale der besten acht Athletinnen | nicht im Finale der besten acht Athletinnen | 53,66     |
| 11    | Coralys Ortiz            | Puerto Rico        | x          | 51,74      | x          | nicht im Finale der besten acht Athletinnen | nicht im Finale der besten acht Athletinnen | nicht im Finale der besten acht Athletinnen | 51,74     |
| 12    | Rafaela Torres Gonçalves | Brasilien          | 50,59      | x          | 50,12      | nicht im Finale der besten acht Athletinnen | nicht im Finale der besten acht Athletinnen | nicht im Finale der besten acht Athletinnen | 50,59     |
| 13    | Mailen Brooks            | Kuba               | 49,52      | x          | 43,27      | nicht im Finale der besten acht Athletinnen | nicht im Finale der besten acht Athletinnen | nicht im Finale der besten acht Athletinnen | 49,52     |
| 14    | Dalila Rugama            | Nicaragua          | 46,88      | 47,66      | 44,53      | nicht im Finale der besten acht Athletinnen | nicht im Finale der besten acht Athletinnen | nicht im Finale der besten acht Athletinnen | 47,66     |